# Rod Strachan
Rod Strachan (n. 16 octombrie 1955, Santa Monica, California, SUA) este un înotător american, medaliat olimpic. A participat la o ediție a Jocurilor Olimpice (1976) în care a câștigat două medalii de aur.